# Don José (suplemento de España)
Don José fue una revista satírica española, publicada a partir de 1955 como suplemento del diario España de Tánger. Alcanzó los 127 números.

## Trayectoria
Su primer número apareció el 13 de octubre de 1955 y estaba dirigida por Antonio Mingote, que supo atraer colaboradores de calidad.
| Años | Números | Título               | Autoría       | Procedencia                   |
| ---- | ------- | -------------------- | ------------- | ----------------------------- |
| 1957 |         | Neronín              | Peñarroya     | Nueva                         |
|      |         | El Príncipe Valiente | Harold Foster | Tira de prensa estadounidense |

Mingote dejó su dirección en el número 107.

## Valoración
Don José fue la alternativa de más calidad que tuvo "La Codorniz" durante los años cincuenta.